# Sidhu
Os Sidhu são um clã de Jat Sikh, descendente de Bhati Jat Rawal Jaisal, rei de Jaisalmer. Rao Jaisal construiu o forte na cidade de ouro indiana de Jaisalmer. Rao Khewa Jat, o bisneto de Rao Jaisal, casou-se no clã Jat e, assim, nasceu Sidhu Rao, o fundador do clã Sidhu. Geograficamente, os Sidhu são da região de Punjab, na Índia.